# Estádio Santa Laura
O Estádio Santa Laura é um estádio de futebol situado na cidade de Santiago, Chile. Foi inaugurado em 12 de novembro de 1922, e é o estádio mais antigo do país. 
Foi batizado em homenagem a Santa Laura e é propriedade dos administradores do clube de futebol Unión Española, sendo pintado com as cores do clube da colônia espanhola que a representa, as mesmas da bandeira da Espanha.
A partir de maio de 2008, o local passou a ser administrado pela Universidad Internacional SEK Chile, que foi quem adquiriu o clube e a concessão do estádio por 30 anos por um valor de $ 2.500.000.000.
Em março de 2024 há planos de uma grande reforma de modernização que o transformaria no estádio mais moderno do Chile.